# Sulagråfågel
Sulagråfågel (Edolisoma sula) är en fågel i familjen gråfåglar inom ordningen tättingar.

## Utbredning och systematik
Fågeln förekommer i låglänta områden i Sulaöarna (Taliabu, Seho, Mangole och Sanana). Den behandlas som monotypisk, det vill säga att den inte delas in i några underarter.

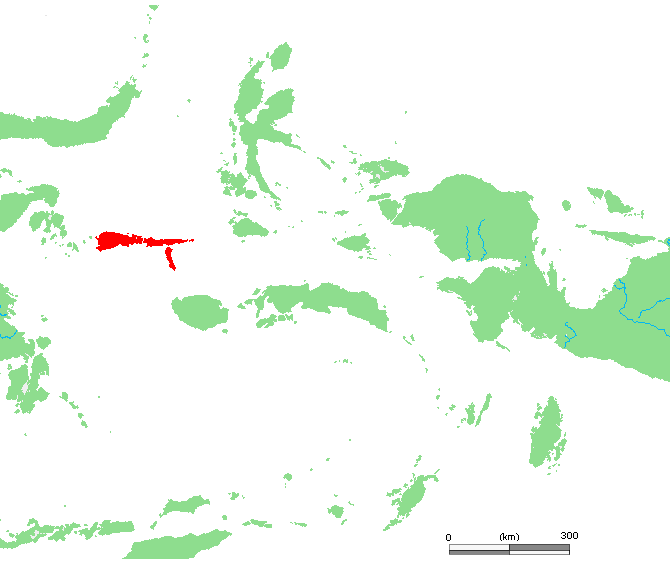
Fågeln förekommer enbart i indonesiska Sulaöarna, rödmarkerade på kartan.

## Status
IUCN kategoriserar arten som livskraftig.